# Keeps Gettin' Better - A Decade of Hits
Keeps Gettin' Better — A Decade of Hits è il primo greatest hits della cantante pop statunitense Christina Aguilera. La raccolta contiene i maggiori successi estratti dagli album Christina Aguilera (1999), Stripped (2002) e Back to Basics (2006). Inoltre vi sono contenuti due inediti, Keeps Gettin' Better, pubblicato anche come singolo di lancio, e Dynamite. Inoltre sono presenti le nuove versioni delle sue celeberrime hit Beautiful e Genie in a Bottle, rispettivamente intitolate You Are What You Are (Beautiful) e Genie 2.0; quest'ultima e Keeps Gettin' Better sono state presentate ai Video Music Awards di MTV del 2008.
L'album vanta oltre 5,2 milioni di copie vendute in tutto il mondo, diventando uno dei 20 greatest hits femminili di maggior successo di sempre.

## Tracce
CD (RCA 88697 386162 (Sony BMG) / EAN 0886973861622)
1. Genie in a Bottle – 3:38 (Steve Kipner, David Frank, Pam Sheyne)
2. What a Girl Wants – 3:35 (Shelly Peiken, Guy Roche)
3. I Turn to You – 4:35 (Diane Warren)
4. Come on Over (All I Want Is You) – 3:24 (Ron Fair, Shelly Peiken, Guy Roche, Johan Åberg, Paul Rein, C. Blackmoon, R. Cham, Eric Dawkins, Christina Aguilera)
5. Nobody Wants to Be Lonely (feat. Ricky Martin) – 4:11 (Desmond Child, Victoria Shaw, Gary Burr)
6. Lady Marmalade (feat. Mya, Lil' Kim e Pink) – 4:25 (Kenny Nolan, Bob Crewe)
7. Dirrty (feat. Redman) – 4:45 (Christina Aguilera, Dana Stinson, Balewa Muhammad, Jasper Cameron, Reggie Noble)
8. Fighter (feat. Dave Navarro) – 4:09 (Christina Aguilera, Scott Storch)
9. Beautiful – 4:00 (Linda Perry)
10. Ain't No Other Man – 3:48 (Christina Aguilera, Harold Beatty, Chris E. Martin, Charles Roane, Kara DioGuardi)
11. Candyman – 3:15 (Linda Perry, Christina Aguilera)
12. Hurt – 4:03 (Linda Perry, Christina Aguilera, Mark Ronson)
13. Genie 2.0 – 4:15 (Steve Kipner, David Frank, Pam Sheyne)
14. Keeps Gettin' Better – 3:03 (Linda Perry, Christina Aguilera)
15. Dynamite – 3:09 (Linda Perry, Christina Aguilera)
16. You Are What You Are (Beautiful) – 4:44 (Linda Perry)

Durata totale: 62:59
Traccia Bonus iTunes
16. The Voice Within (Radio Edit)
Deluxe Edition - Bonus DVD
1. Genie in a Bottle (video)
2. What a Girl Wants (video)
3. I Turn to You (video)
4. Come on Over (All I Want Is You) (video)
5. Dirrty (video featuring Redman)
6. Fighter (video)
7. Beautiful (video)
8. Ain't No Other Man (video)
9. Candyman (video)
10. Hurt (video)

## Classifiche
| Classifica (2008) | Posizione raggiunta |
| ----------------- | ------------------- |
| Australia         | 8                   |
| Finlandia         | 9                   |
| Croazia           | 37                  |
| Irlanda           | 9                   |
| Stati Uniti       | 9                   |
| Austria           | 10                  |
| Regno Unito       | 10                  |
| Belgio (Fiandre)  | 7                   |
| Svizzera          | 9                   |
| Norvegia          | 10                  |
| Grecia            | 13                  |
| Messico           | 15                  |
| Nuova Zelanda     | 15                  |
| Italia            | 15                  |
| Danimarca         | 15                  |
| Germania          | 20                  |
| Belgio (Vallonia) | 24                  |
| Paesi Bassi       | 28                  |
| Spagna            | 34                  |
| Svezia            | 41                  |

## Date di pubblicazione
| Nazione     | Data             |
| ----------- | ---------------- |
| Europa      | 7 novembre 2008  |
| Australia   | 8 novembre 2008  |
| Hong Kong   | 10 novembre 2008 |
| Messico     | 10 novembre 2008 |
| Filippine   | 10 novembre 2008 |
| Regno Unito | 10 novembre 2008 |
| Canada      | 11 novembre 2008 |
| Stati Uniti | 11 novembre 2008 |
| Giappone    | 12 novembre 2008 |
| Russia      | 12 novembre 2008 |